# Catadiottro

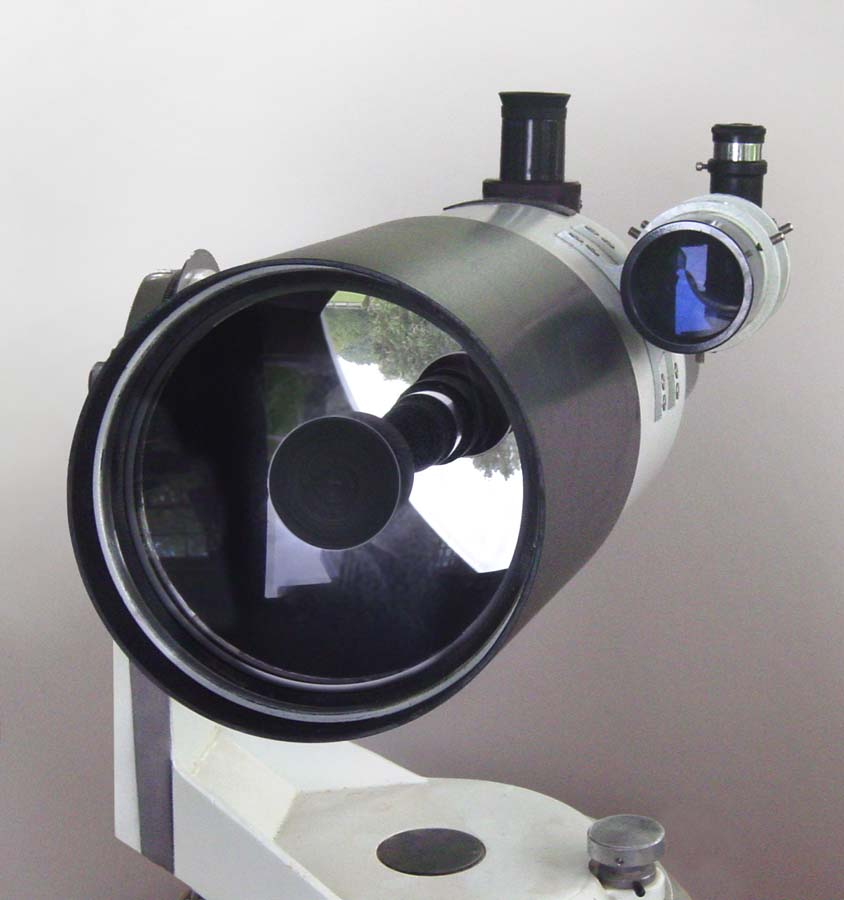
Un telescopio catadiottrico

Il catadiottro è un sistema ottico passivo che sfrutta un insieme dei fenomeni fisici della riflessione e rifrazione; per cui, basato su specchi ortogonali e alcune lenti, riflette la luce in direzione della sorgente emittente tramite lo specchio principale, e raggiunge la sua luminosità massima quando è direttamente investito da un fascio di luce.
I telescopi riflettori, parte dei telescopi catadiottrici, così come altri obiettivi catadiottrici quali alcuni di quelli fotografici a lunghissima focale ma a lunghezza contenuta, sono un esempio di strumentazione basata su questo fenomeno e costituiti da un sistema di specchi curvi; concavi piani o convessi, spesso abbinati a sistemi diottrici.
Se, in un sistema, il prisma o gli specchi, se piani, sono posizionati a 90° tra loro, mostra in qualsiasi posizione l'immagine duplicata dell'osservatore, come nei catarifrangenti.

## Catarifrangenti e sicurezza stradale

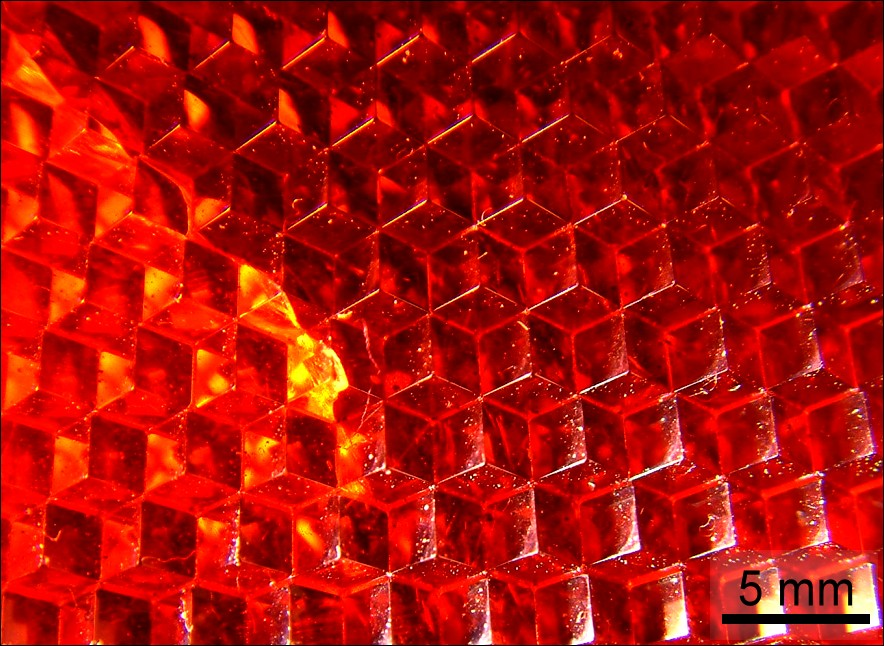
Ingrandimento di un catarifrangente

Ne è obbligatoria l'installazione per legge sui veicoli ai fini della sicurezza automobilistica, con il compito di riflettere la luce al mittente in modo tale che colui che emette il fascio luminoso sia avvertito tempestivamente della presenza di un altro mezzo.
Sempre ai fini della sicurezza alla circolazione il catarifrangente è utilizzato anche sulle infrastrutture stradali (guard rail, paracarri e dossi artificiali ad esempio) per segnalare la presenza di ostacoli.

## Colorazione
I colori maggiormente utilizzati sono:
- rosso, per convenzione sul posteriore dei veicoli e per segnalare il senso di marcia errato
- bianco, sulla parte frontale dei veicoli di grosse dimensioni (es: furgoni, telonati, camion, camper, ecc...)
- arancione, solitamente sul lato dei veicoli e sui pedali delle biciclette.